# إتليدم
إتْلِيدِم هي إحدى القرى التابعة لمركز أبو قرقاص بمحافظة المنيا في جمهورية مصر العربية. حسب إحصاءات سنة 2006، بلغ إجمالي السكان في إتليدم 24536 نسمة، منهم 12574 رجلاً و 11962 إمرأة.